# Mago

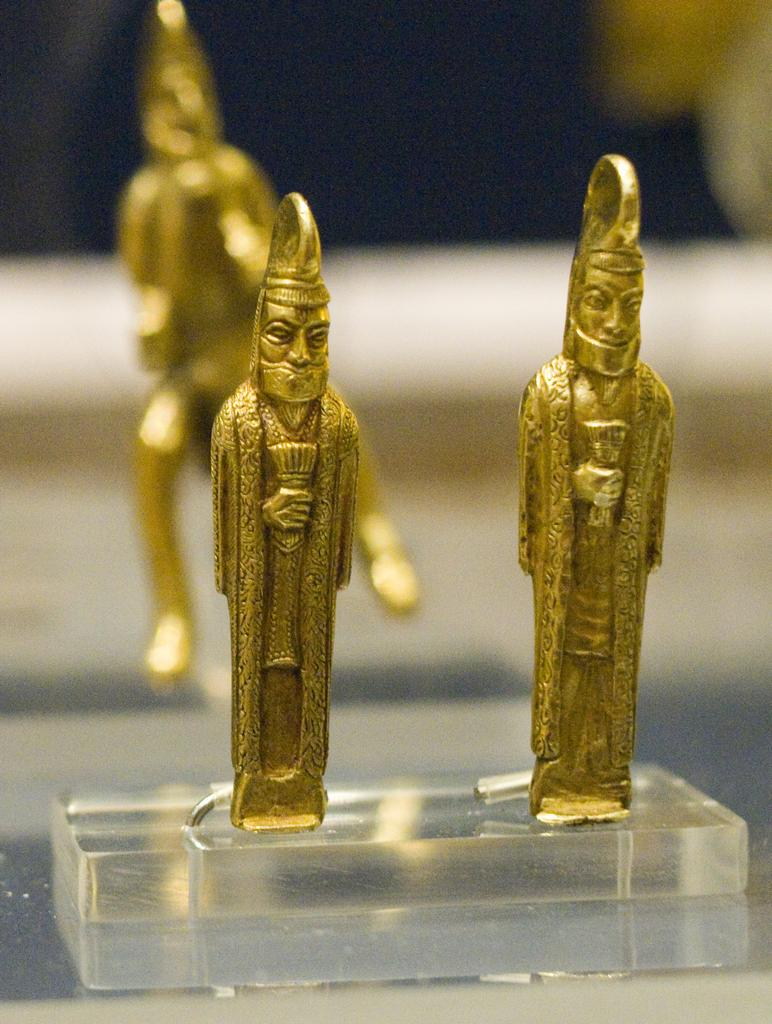
Sacerdotes zoroastristas (magos) portando barsoms. Estatuetas do Tesouro do Oxo do Império Aquemênida, século IV a.C.

Mago (em latim: magus; em grego clássico: μάγος; romaniz.: mágos; em acádio: maguš; em persa antigo: magu-; em parta: mgw) é o título que designa os sacerdotes zoroastristas nos Impérios Medo, Aquemênida, Arsácida e Sassânida. Sob os sassânidas, o sacerdote superior ainda utilizava o título de mobede (em persa médio: mowbed; em persa antigo: <* magu-pati-; lit. "chefe dos magos") ou magopetes (em armênio: magpet). Na inscrição Feitos do Divino Sapor, o xá Sapor I (r. 240–270) chamou seus sacerdotes de antropo mago (em grego clássico: ανθρωποις μαγοις; romaniz.: anthropois magois) e mgwGBRʾ.
Devido ao exotismo dos ritos religiosos persas para gregos e posteriormente romanos, o termo "mago" foi assimilado passando a se referir também ao mágico (daí derivando-se a palavra mageia) e foi constituinte do imaginário de magia no mundo greco-romano.